# Timargara
Timargara é uma cidade do Paquistão localizada na Província de Caiber Paquetuncuá.